# Festival international du film de Toronto 2009
Le Festival international du film de Toronto 2009, 34e édition du festival, s'est déroulé du 10 au 19 septembre 2009.

## Prix
| Prix,                                              | Film                              | Réalisateur                      |
| -------------------------------------------------- | --------------------------------- | -------------------------------- |
| People's Choice Award                              | Precious                          | Lee Daniels                      |
| People's Choice Award First Runner Up              | Mao's Last Dancer                 | Bruce Beresford                  |
| People's Choice Award Second Runner Up             | Micmacs                           | Jean-Pierre Jeunet               |
| People's Choice Award, Documentary Winner          | The Topp Twins: Untouchable Girls | Leanne Pooley                    |
| People's Choice Award, Documentary Runner Up       | Capitalism: A Love Story          | Michael Moore                    |
| People's Choice Award, Midnight Madness Winner     | The Loved Ones                    | Sean Byrne                       |
| People's Choice Award, Midnight Madness Runner Up  | 'Daybreakers                      | Michael Spierig et Peter Spierig |
| Best Canadian Feature Film                         | Cairo Time                        | Ruba Nadda                       |
| Best Canadian Feature Film - Special Jury Citation | The Legacy                        | Bernard Émond                    |
| Best Canadian Short Film                           | Danse macabre                     | Pedro Pires                      |
| Best Canadian Short Film - Special Mention         | The Armoire                       | Jamie Travis                     |
| Best Canadian First Feature Film                   | The Wild Hunt                     | Alexandre Franchi                |
| FIPRESCI Discovery                                 | The Man Beyond the Bridge         | Laxmikant Shetgaonkar            |
| FIPRESCI Special Presentations                     | Hadewijch                         | Bruno Dumont                     |

## Programmes

### présentation spéciale
- Baarìa de Giuseppe Tornatore
- Bad Lieutenant : Escale à La Nouvelle-Orléans de Werner Herzog
- The Boys Are Back de Scott Hicks
- Bright Star de Jane Campion
- Broken Embraces de Pedro Almodóvar
- Cairo Time de Ruba Nadda
- Capitalism: A Love Story de Michael Moore
- City of Life and Death de Lu Chuan
- Cracks de Jordan Scott
- Defendor de Peter Stebbings
- An Education de Lone Scherfig
- The Front Line de Renato De Maria
- Glorious 39 de Stephen Poliakoff
- Good Hair de Jeff Stilson
- The Good Heart de Dagur Kari
- Hadewijch de Bruno Dumont
- Harry Brown de Daniel Barber
- The Hole de Joe Dante
- Hugh Hefner: Playboy, Activist and Rebel de Brigitte Berman
- The Informant! de Steven Soderbergh
- The Invention of Lying de Ricky Gervais et Matthew Robinson
- J'ai tué ma mère de Xavier Dolan
- The Joneses de Derrick Borte
- Kamui Gaiden de Yoichi Sai
- L'Affaire Farewell de Christian Carion
- Leaves of Grass de Tim Blake Nelson
- Les Derniers Jours du monde de Arnaud Larrieu et Jean-Marie Larrieu
- Life During Wartime de Todd Solondz
- London River de Rachid Bouchareb
- Mao's Last Dancer de Bruce Beresford
- Moloch Tropical de Raoul Peck
- Mother de Bong Joon-ho
- Dans l'œil d'un tueur de Werner Herzog
- Mr Nobody de Jaco Van Dormael
- Ondine de Neil Jordan
- Partir de Catherine Corsini
- Perrier's Bounty de Ian FitzGibbon
- A Prophet de Jacques Audiard
- The Road de John Hillcoat
- Road, Movie de Dev Benegal
- Scheherazade Tell Me a Story de Yousry Nasrallah
- The Secret in Their Eyes de Juan José Campanella
- A Serious Man de Joel Coen et Ethan Coen
- A Single Man de Tom Ford
- Solitary Man de Brian Koppelman et David Levien
- Soul Kitchen de Fatih Akın
- The Traveller de Ahmed Maher
- Triage de Danis Tanovic
- The Trotsky de Jacob Tierney
- Up in the Air de Jason Reitman
- Valhalla Rising de Nicolas Winding Refn
- Vengeance de Johnnie To
- The Vintner's Luck de Niki Caro
- The Waiting City de Claire McCarthy
- Wheat (en) de He Ping
- Whip It! de Drew Barrymore
- Women Without Men (en) de Shirin Neshat
- Youth in Revolt de Miguel Arteta

### City to City
- Bena de Niv Klainer
- Blaumilch Canal (en) (ou Big Dig) de Efraim Kishon
- Big Eyes de Uri Zohar
- The Bubble de Eytan Fox
- A History of Israeli Cinema - Part 1 de Raphael Nadjari
- A History of Israeli Cinema - Part 2 de Raphael Nadjari
- Jaffa de Keren Yedaya
- Kirot de Danny Lerner
- Life According to Agfa de Assi Dayan
- Phobidilia de Yoav Paz et Doron Paz

### Contemporary World Cinema
- Beyond the Circle de Golam Rabbany
- Blessed de Ana Kokkinos
- Cole de Carl Bessai
- Down for Life de Alan Jacobs
- Excited de Bruce Sweeney
- Eyes Wide Open de Haim Tabakman
- Giulia Doesn’t Date at Night de Giuseppe Piccioni
- A Gun to the Head de Blaine Thurier
- Heiran de Shalizeh Arefpour
- High Life de Gary Yates
- The House of Branching Love de Mika Kaurismäki
- Huacho d'Alejandro Fernández Almendras
- Jean Charles de Henrique Goldman
- Les Femmes de mes amis de Hong Sangsoo
- Lourdes de Jessica Hausner
- Men on the Bridge de Asli Özge
- My Year Without Sex de Sarah Watt
- Passenger Side de Matthew Bissonnette
- Police, Adjective de Corneliu Porumboiu
- Rabia de Sebastián Cordero
- Sawasdee Bangkok de Wisit Sasanatieng
- Shameless de Jan Hřebejk
- Slovenian Girl de Damjan Kozole
- Suck de Robert Stefaniuk
- Tanner Hall de Francesca Gregorini et Tatiana von Furstenberg
- The Time That Remains de Elia Suleiman
- The Wind Journeys de Ciro Guerra

### Découverte
- Angel de Margreth Olin
- Applause de Martin Pieter Zetvliet
- Bare Essence of Life de Satoko Yokohama
- Beautiful Kate de Rachel Ward
- A Brand New Life de Ounie Lecomte
- The Day Will Come de Susanne Schneider
- The Disappearance of Alice Creed de J Blakeson
- Eamon de Margaret Corkery
- Everyday is a Holiday de Dima El-Horr
- Five Hours from Paris de Leonid Prudovsky
- Gigante de Adrián Biniez
- The Happiest Girl in the World de Radu Jude
- Heliopolis de Ahmad Abdalla
- Le Jour où Dieu est parti en voyage de Philippe Van Leeuw
- Kelin de Ermek Tursunov
- Last Ride de Glendyn Ivin
- The Man Beyond the Bridge de Laxmikant Shetgaonkar
- My Dog Tulip de Paul Fierlinger et Sandra Fierlinger
- My Tehran for Sale de Granaz Moussavi
- Northless de Rigoberto Perezcano
- La Pivellina de Tizza Covi et Rainer Frimmel
- Samson et Delilah de Warwick Thornton
- Shirley Adams de Oliver Hermanus
- Should I Really Do It? de Ismail Necmi
- La Soga de Josh Crook
- Toad's Oil de Koji Yakusho
- Together de Matias Armand Jordal
- The Unloved de Samantha Morton

### Projections future
- The Butcher's Shop de Philip Haas
- Cathedral de Marco Brambilla
- The Death of Tom de Glenn Ligon
- I'm Feeling Lucky de Samuel Chow
- Teenager Hamlet 2006 de Margaux Williamson
- Utopia Suite de Clive Holden
- When the Gods Came Down to Earth de Srinivas Krishna

### Gala de présentation
- Agora de Alejandro Amenabar
- Chloe de Atom Egoyan
- Coco Chanel et Igor Stravinsky de Jan Kounen
- Cooking with Stella de Dilip Mehta
- Création de Jon Amiel
- The Damned United de Tom Hooper
- Dil Bole Hadippa de Anurag Singh
- Dorian Gray de Oliver Parker
- Get Low de Aaron Schneider
- I, Don Giovanni de Carlos Saura
- L'Imaginarium du docteur Parnassus (The Imaginarium of Doctor Parnassus) de Terry Gilliam
- Love and Other Impossible Pursuits de Don Roos
- Max Manus, opération sabotage de Joachim Rønning et Espen Sandberg
- The Men Who Stare at Goats de Grant Heslov
- Micmacs de Jean-Pierre Jeunet
- Mother and Child de Rodrigo García
- Phantom Pain de Matthias Emcke
- Precious de Lee Daniels
- Les Vies privées de Pippa Lee (The Private Lives of Pippa Lee) de Rebecca Miller
- What's Your Raashee? de Ashutosh Gowariker
- The Young Victoria de Jean-Marc Vallee

### Masters
- Air Doll de Hirokazu Kore-eda
- La Donation de Bernard Emond
- Eccentricities of a Blond Hair Girl de Manoel de Oliveira
- Wild Grass de Alain Resnais
- Janala (2009) (The Window)[3]

### Midnight Madness
Midnight Madness
- Bitch Slap de Rick Jacobson (en)
- Daybreakers de Michael Spierig et Peter Spierig
- Survival of the Dead de George A. Romero
- Jennifer's Body de Karyn Kusama
- The Loved Ones de Sean Byrne
- Ong Bak 2 de Tony Jaa et Panna Rittikrai
- [REC 2] de Jaume Balagueró et Paco Plaza
- Solomon Kane de Michael J. Bassett
- Symbol de Hitoshi Matsumoto
- A Town Called Panic de Stéphane Aubier et Vincent Patar

### Reel to Reel
- The Art of the Steal de Don Argott
- Bassidji de Mehran Tamadon
- Cleanflix de Andrew James et Joshua Ligairi
- Collapse de Chris Smith
- Colony de Carter Gunn et Ross McDonnell
- Genius Within: The Inner Life of Glenn Gould de Peter Raymont et Michele Hozer
- Google Baby de Zippi Brand Frank
- How to Fold a Flag de Michael Tucker et Petra Epperlein
- L'Enfer de Henri-Georges Clouzot de Serge Bromberg et Ruxandra Medrea
- The Most Dangerous Man in America: Daniel Ellsberg et the Pentagon Papers de Judith Ehrlich et Rick Goldsmith
- Petropolis: Aerial Perspectives on the Alberta Tar Sands de Peter Mettler
- Presumed Guilty de Roberto Hernández et Geoffrey Smith
- Reel Injun de Neil Diamond
- Schmatta: Rags to Riches to Rags de Marc Levin
- Snowblind de Vikram Jayanti
- Stolen de Violeta Ayala et Dan Fallshaw
- The Topp Twins de Leanne Pooley
- Videocracy de Erik Getini

### Vanguard
- Accident de Soi Cheang
- The Ape de Jesper Ganslett
- Bunny et the Bull de Paul King
- Carcasses de Denis Côté
- The Dirty Saints de Luis Ortega
- Enter the Void de Gaspar Noé
- Fish Tank de Andrea Arnold
- Les Zazous de Valery Todorovsky
- The Misfortunates de Felix Van Groeningen
- Leslie, My Name Is Evil de Reginald Harkema
- My Queen Karo de Dorothée Van Den Berghe
- Spring Fever de Lou Ye
- The White Stripes Under Great White Northern Lights de Emmett Malloy

### Visions
- Between Two Worlds de Vimukthi Jayasundara
- Face de Tsai Ming-liang
- Gaia de Jason Lehel
- Hiroshima de Pablo Stoll
- Independencia de Raya Martin
- I Am Love de Luca Guadagnino
- Irène de Alain Cavalier
- Karaoke de Chris Chong
- Lebanon de Samuel Maoz
- Nymph de Pen-Ek Ratanaruang
- To Die Like a Man de João Pedro Rodrigues
- To the Sea Pedro González-Rubio
- Trash Humpers de Harmony Korine